# Fatima Bornemissza
Fatima Bornemissza (* 1978 in Innsbruck, Österreich) ist eine österreichische Künstlerin. Sie absolvierte die freie Schule Hofmühlgasse und das WUK (Werkstätten und Kulturzentrum) in Wien und studierte von 1998 bis 2002 in der Meisterklasse von Franz Graf (Malerei und Grafik) an der Akademie der Bildenden Künste Wien. Sie lebt und arbeitet in Innsbruck.

## Leben und Werk
Fatima Bormemissza machte 1998 ihren Abschluss an der Höheren Technischen Lehranstalt für Kunsthandwerk in Innsbruck und schloss innerhalb von vier Jahren ihr Studium an der Akademie der bildenden Künste in Wien in der Meisterklasse von Franz Graf für erweiterten malerischen Raum. Sie erhielt zum Abschluss den Meisterklassenpreis. Bornemisszas Diplomarbeit entstand im Atelier von Bruno Gironcoli. Sie erhielt ein einjähriges Stipendium im internationalen Künstlerhaus Villa Concordia in Bamberg.  In Bamberg traf Bornemissza Künstler verschiedener Kunstsparten, darunter die Autoren Alois Hotschnig, Arnold Stadler und Peter Truschner. Nach dem Stipendium ging die Künstlerin zurück nach Tirol, wo sie 2005 den Förderpreis für zeitgenössische Kunst des Landes Tirol erhielt. 2006 bekam sie den Atelierpreis im Künstlerhaus im Schloss Büchsenhausen im Innsbrucker Stadtteil Hötting. Neben diversen Ausstellungsbeteiligungen kuratierte Bornemissza auch selbst. Eine Ausstellung teilte sie als Kuratorin mit Franz Graf, Wolfgang Flatz und Thomas Feuerstein. Sie ist Mitglied der Tiroler Künstlerschaft.  Christoph Bertsch beschreibt Fatima Bornemisszas künstlerisches Werk mit diesem Zitat:
Das künstlerische Œuvre von Fatima Bornemissza thematisiert die Fragen nach der Entstehung und Entwicklung des menschlichen Lebens, ja des Lebens generell. Manche ihrer Objekte, Videos, Zeichnungen und Fotografien mögen schockieren, sei es wegen der ihr eigenen Ästhetik, sei es wegen der sehr direkt vorgetragenen Inhalte. Gerade deshalb sind die Arbeiten der Künstlerin zentral, zeigt sich hinter ihnen doch jene Fragilität und Bindungslosigkeit, die unser Leben heute umgibt.

## Einzelausstellungen
- 2019–2020 #11 Fatima Bornemissza, Ulicna galerija MB, Maribor[11]
- 2011 Fatima Bornemissza, Premierentage A4, Galerie von Karl Gostner[12]
- 2006 In die Wiege gelegt, Stadtturmgalerie, Innsbruck[13]
- 2005 In Vivo, Skulpturen von Fatima Bornemissza mit Musik von Nikos Arvanitis. Bamberg.[14]

## Gruppenausstellungen
- 2019 Schönheit vor Weisheit im Landesmuseum Tirol. Zusammen mit Peter Kogler, Oswald Oberhuber u. a.[15]
- 2015 Verbindungen mit Rouven Dürr, Karine Fauchard, Tatjana Hardikov als Kuratorin, Gina Müller, Begi Piralishvili, Claudia Schumann, Galerie Peithner-Lichtenfels.[16]
- 2014 Sigmund Freud und das Spiel mit der Bürde der Repräsentation zusammen mit Magnus Arnason, Richard Artschwager, John Baldessari, Vanessa Beecroft, Linda Bilda, Pierre Bismuth, Marcel Broodthaers, Günter Brus, Arnulf Rainer, Constanze Ruhm/Matthias Herrmann, Markus Schinwald, Rudolf Schwarzkogler, Cindy Sherman, Peter Weibel, Franz West, Heimo Zobernig u. v. a., Belvedere 21[17]
- 2010 Kunstraum voller Werte. Wert(e)voller Kunstraum, Kunstraum Innsbruck[18]
- 2010 Die Imaginäre-Franz-Graf-Klasse, Expedit Kiosk[19]
- 2009 Cella, Strukturen der Ausgrenzung und Disziplinierung. Theologische Fakultät der Universität Innsbruck[20]
- 2009 The house is on fire, but the show must go on zusammen mit Peter Sandbichler, Kunstraum Innsbruck
- 2007 Acht Positionen, zusammen mit Sigi Hofer, Anna Mitterer, Bernd Oppl, Robert Pan, Heidrun Sandbichler, Peter Senoner, Wolfgang Wirth RLB Kunstbrücke[21]
- 2007 Tiroler Ansichten, zusammen mit Oswald Oberhuber, Eva Schlegel. Helmut Schober, Lois Weinberger. Sammlung Institut für Kunstgeschichte der Universität Innsbruck, Kunsthaus Rohner[22]
- 2006 FEINE.RADIKALE, freiraum Q21
- 2006 In die Wiege gelegt. Fatima Bornemissza, Stadtturmgalerie, Installation
- 2006 Radiostation, Treibhaus, medien.kunst.tirol
- 2006 1. Vienna Biennale, Wien
- 2006 1000m Tiroler Kunst‚ Kunstraum, Innsbruck
- 2006 Opera Austria zusammen mit Adolf Loos, Dorit Magreiter, Eva Schlegel, Vali Export, Peter Weibel u.v.a Pecci Zentrum für zeitgenössische Kunst, Prato[23]
- 2005 Save our Souls, Kohlenhof, Nürnberg
- 2005 Werkstatt 100. Ausstellung des Institutes für Kunstgeschichte, Innsbruck
- 2005 Female Positions toward Skulpture, Atelier & Gallery Area 53, Wien
- 2004 1-33-33, Atelier & Gallery AREA 53, Wien
- 2004 Transportale, A9-Forum Transeuropa
- 2003 Thisplay, IG „Bildende Kunst“ Wien
- 2002 Converter Projekt # 2, Museum of living Art, Reykjavik
- 2002 Erfrischungen, Kunstpavillon, Innsbruck
- 2002 Sentidos Gratis 05, Porto
- 2001 Converter Projekt # 1, Semperdepot, Wien
- 2001 Videopräsentation, Cable, Muffathalle, München
- 2001 Präsentation ‚Distend im Rahmen des Alphakanals, Maribor
- 2000 Rohre/Akteure/Musik, Atelierhaus der Akademie der Bildenden Künste Wien, Wien
- 2000 Expect 2000, Wien
- 1999 Construction Sound, Museumsquartier, Wien
- 1999 10 Jahre Heimat fremde Heimat, Semperdepot, Wien
- 1999 Donauraum [2], Donauraum, Wien

## Kuratorische Projekte
- 2010 N.U.M.B. und Du auch...‚ mit Thomas Feuerstein, FLATZ, Franz Graf / Kunstraum Innsbruck
- 2009 Sara Glaxia, PerformIC 2009 / Kunstraum Innsbruck

## Sammlungen
- Sammlung Belvedere[24]
- RLB Kunstbrücke[25]

## Preise und Stipendien
- 2006 Artist in Residence im Künstlerhauses Schloss Büchsenhausen, Innsbruck
- 2005 Förderpreis für zeitgenössische Kunst vom Land Tirol
- 2004/05 Stipendiatin des Internationalen Künstlerhauses Villa Concordia, Bamberg
- 2002 Concordia
- 2002 Meisterklassenpreis der Akademie der bildenden Künste, Wien